# فرودگاه آبی نوبل/ساوداست بی
فرودگاه آبی نوبل/ساوداست بی (به انگلیسی: Nobel/Sawdust Bay Water Aerodrome) یک فرودگاه همگانی است که یک باند فرود آب دارد. این فرودگاه در کشور کانادا قرار دارد و در ارتفاع ۱۷۷ متری از سطح دریا واقع شده است.